# Vladimir Joga
Vladimir Artiomovitch Joga (en russe : Владимир Артёмович Жога, en ukrainien : Володимир Артемович Жога), né le 26 mai 1993 à Donetsk (Ukraine) et mort le 5 mars 2022 à Volnovakha, également connu sous son nom de guerre Vokha (en russe : Воха), est un soldat russo-ukrainien qui commandait le bataillon Sparta, une force séparatiste pro-russe impliquée dans le conflit russo-ukrainien.

## Biographie
Né à Sloviansk, en Ukraine, le 26 mai 1993, Vladimir Joga vit encore dans sa ville natale au moment du déclenchement du conflit russo-ukrainien,. En 2014, avec son père Artem Joga, il rejoint le bataillon Sparta, l'une des nombreuses milices séparatistes pro-russes qui ont émergé pendant la guerre du Donbass. Le bataillon Sparta est considéré comme l'une des milices séparatistes les plus efficaces et est décrite comme étant associée au néonazisme en matière d'idéologie,,. La milice est loyale à la république populaire de Donetsk (RPD), l'un des États séparatistes autoproclamés situés dans le Donbass. Vladimir Joga est un proche confident et le chauffeur personnel du commandant du bataillon Sparta Arsen Pavlov,, tandis que son père Artem est en devenu le chef d'état-major. Le bataillon Sparta combat dans de nombreuses batailles importantes du début de la guerre dans le Donbass, et Vladimir Joga sert au sein du bataillon pendant le siège de Sloviansk et la deuxième bataille de l'aéroport de Donetsk.
Après l'élimination d'Arsen Pavlov en octobre 2016, il prend le commandement du bataillon Sparta qui comptait alors 1 000 membres à ce moment . En tant que chef de la milice, il devient l'un des chefs séparatistes les plus connus d'Ukraine et est décrit comme un seigneur de guerre par divers journaux,,. En tant que meneur du bataillon Sparta, il est accusé de crimes de guerre, notamment du meurtre de prisonniers de guerre ukrainiens,. Il est finalement promu colonel,.
Il est tué le 5 mars 2022 au combat contre les Forces armées ukrainiennes lors de la bataille de Volnovakha lors de l'invasion russe de l'Ukraine en 2022.  
Le chef de la RPD, Denis Pouchiline, lui décerne à titre posthume le titre de héros de la république populaire de Donetsk,, tandis que le président russe Vladimir Poutine lui a décerné le titre de héros de la fédération de Russie. Le correspondant de guerre de Komsomolskaïa Pravda, Alexander Kots, écrit une "nécrologie élogieuse" pour Vladimir Joga, décrit par Al Jazeera comme appartenant aux efforts de propagande russe. Son père Artem lui succède en tant que commandant du bataillon Sparta.

### Ouvrages cités
- Mark Galeotti, Armies of Russia's War in Ukraine, Oxford, Osprey Publishing, 2019 (ISBN 9781472833440, lire en ligne)